# Древнегреческие монеты
Древнегреческие монеты — широчайшая и старейшая группа в нумизматике. Группу древнегреческих монет обычно разделяют на следующие подгруппы:
- монеты собственно греческие: материка, островов, Малой Азии и греческих колоний на побережье Черного Моря;
- монеты Великой Греции, Сицилии, Карфагена и африканских колоний;
- монеты Сирии, Финикии, эллинистического Египта и Иудеи;
- «варварские» чеканки — Испании, Галлии и Британии, которые последовали сначала за греческими, а затем римскими монетами.

## Классификация по периоду
Период чеканки древнегреческих монет охватывает 1 000 лет с конца VIII века до н. э. до середины III века нашей эры. Они образуют три группы:
- архаическая чеканка;
- классическо-греческая чеканка;
- греческо-римская чеканка.

Монеты первой группы серебряные, электронные, очень редко золотые. Представляют собой толстые куски металла неправильной круглой формы, имеющие на лицевой стороне любое изображение, иногда сопровождаемое надписью, а на оборотной стороне — квадратное или прямоугольное, а иногда и другой формы, углубление (quadratum incusum).
Монеты второй группы изготовлялись из золота, электрона, серебра и бронзы, они гораздо тоньше предыдущих; лицевая сторона их обычно несколько выпуклая, оборотная — наоборот, несколько вогнутая. На лицевой стороне почти всегда помещена голова в довольно сильном рельефе. Поверхности все еще остаются неровными, шероховатыми и наблюдаются скосы.
Монеты третьей группы, за небольшим исключением, все бронзовые, очень плоские, тонкие и широкие, с портретом римского императора на лицевой стороне.
Другая классификация древнегреческих монет, основанная на политической жизни Греции, разбивает их на монеты:
- автономные;
- монеты римского периода.

## Классификация по изображениям
Изображения, помещавшиеся на монетах, главной целью имели указать город или страну, которым они принадлежали. Руководящим мотивом при выборе изображений служило религиозное чувство; замена религиозных изображений другими считалось нечестивым. Первое время изображались не сами божества, а лишь предметы, принадлежащие известному культу; вероятно, человеческое лицо было очень тяжёлым для первых чеканщиков.
В зависимости от изображаемых фигур греческие монеты делятся на три класса:
- гражданской чеканки, а также царской без портретов правителей;
- царской чеканки с портретами;
- греческо-римской чеканки с головами императоров или без них.

### Первый класс
Монеты первого класса имеют на лицевой стороне изображение, а на оборотной — сначала имели углубления, а потом тоже изображения. Последнее или не имеет прямого отношения к лицевой стороне, или же служит дополнением к ней. Голова или бюст располагались на лицевой стороне, а группа, фигура или другие предметы — на оборотной. Если на монете две головы, то голова, размещенная на аверсе, изображается несколько увеличенной. Если изображение дополняет другое, то на лицевой стороне может быть голова божества, а на реверсе — предметы, ему посвященные.
Типы этого класса могут быть сгруппированы следующим образом:
- изображение правителя с одной стороны и образ богини Афины на обратной;
- голова или фигура местного божества, например, Афины Паллады — на афинских монетах;
- священные предметы: животное, посвященное известному божеству, — сова, черепаха; растение — оливковая ветвь, например; оружие и орудие — палка Геркулеса, щипцы Гефеста;
- голова или фигура местного духа — речного бога, нимфы озера, ручья, водопада;
- голова или фигура чудовища — например, минотавра;
- удивительное существо: пегас, грифоны и т. п.;
- голова или фигура героя или основателя города — ойкиста: Одиссей, младший Аякс;
- предметы, принадлежащие героям, или животные, причастные к ним — например, Каледонский вепрь или его клык;
- изображения священных или любых других мест, с которыми связаны местные предания: лабиринт Минотавра в Кноссе.
- изображения, связанные с любым религиозным и общественным праздником — например, колесница, победившая на Олимпийских играх, изображение Диоскуров как покровителей конских богов и т. д.

### Второй класс
Второй класс составляют монеты царской чеканки с изображениями правителя. Это изображение тоже признавалось священным, поскольку оно представляло лицо, причисленное к богам. Первое царское изображение — портрет Александра Македонского на монетах Лисимаха. Еще при жизни Александра его считали сыном Зевса — Амона, черты которого и придаются ему на монете.
Расположение портрета правителя на монетах быстро распространилось, весьма охотно принятое правителями государств, возникших на развалинах Македонской монархии (см. диадохи), а цари Египта и Сирии присвоили и себе титулы божеств. Александр уничтожил местные типы монет, принудив города своей великой монархии чеканить монету его типа, и позволил лишь на обратной стороне помещать небольшие местные символы.
Преемники Александра придерживались этого правила, поэтому монеты этого периода получают новый характер. На лицевой стороне — портрет царя, который редко уступает место божеству, изображение которого обычно помещается на оборотной стороне (например, на сирийских тетрадрахмах — Аполлон). На ней также помещаются и символы, которые служат для обозначения места чеканки монеты.

### Третий класс
Греческо-римские монеты появляются по мере захвата Римом территорий греческих государств. Монеты почти все бронзовые и демонстрируют дальнейшее отход от религиозных типов первых монет. Допускаются изображения знаменитых лиц (Гомера, Геродота в частности), картинные изображения священного характера, иногда имеющие карикатурный оттенок, аллегорические фигуры. Подобные изображения заимствовались из произведений скульптуры и разных предметов, например архитектурных памятников. К этому типу греческо-римских монет относятся и колониальные, чеканенные в римских колониях и имеющие латинские надписи. За исключением языка надписей, они подобны греческим царским монетам.
- Монета Александра Севера с карикатурным изображением пленных
- Монета с изображением Александрийского маяка

## Классификация по художественным типам
По художественным типам, по совершенству чеканки древнегреческие монеты можно разбить на четыре периода:
- к первому периоду относятся монеты до первой половины VI века до н. э. Монеты эти архаичные, в виде небольших слитков неправильной формы. Изображения очень немногочисленны; легенд или надписей нет.

- второй период охватывает один век, между 580 до н. э. и 460 до н. э., и показывает уже значительное совершенство в чеканке. Эмблемы становятся сложнее, появляются фигуры и головы богов, героев; углубление обратной стороны также заполняется изображениями и легендами. Прогресс этот очень заметен на монетах Древних Афин. Вместо прежнего горгонейона теперь находится Афина, хотя и довольно грубого вида, а на оборотной стороне — сова, сопровождаемая полумесяцем, оливковой ветвью и легендой АΘЕ (ναίων). В это время появляются и вогнутые монеты Великой Греции, с выпуклым изображением лицевой стороны и тем же, но вогнутым, на обратном. К концу периода появляются великолепные македонские монеты, не уступающие своим совершенством монетам следующего периода.
- третий период — время от 460 до н. э. до 336 до н. э. — апогей чеканки греческих монет. В это время впервые встречаются имена гравёров. Монеты Южной Италии и Сицилии демонстрируют ряд таких имен, тогда как в самой Греции и Малой Азии находим лишь имена Феодота на монетах Клазомен и Негаита на монетах Сидона, хотя, вероятно, сюда же относятся и некоторые отдельные буквы на монетах Сирии, Фессалии, Крита и т. д. Выполнение работ принадлежит Эвайнету и Кимону в Сиракузах и Феодота в Клазоменах. Первые два были современниками, хотя Эвайнет начал работать чуть раньше. Время их блестящей эпохи совпадает со временем тирании обоих Дионисиев — Старшего и Младшего — в Сиракузах, когда этим гравёрам поручено было изготовить большие серебряные монеты весом по 10 аттических драхм, названных «пентеконталитрамы», поскольку цена их соответствовала 50 фунтам меди. Монеты эти примечательны красотой Аретусы, чья голова помещена на аверсе. Отличительной особенностью этого периода является попытка помещать лицевые изображения анфас, а не в профиль. Нововведение это распространяется в 60-х годах четвертого века; появляются монеты Катании, Сиракуз, Метапонт, Фив и других греческих государств. Работе Феодота принадлежит замечательная монета Клазомен подобного типа[1].

- Иллюстрация перехода к новой манере: серебряные оболы с Тасоса, оба 411-350 гг. до н. э.…
- … с изображением сатира в профиль (слева) и на ¾ (справа)

- четвёртый и последний период начинается со временем Александра Великого. Хотя первые монеты имели высокую художественную ценность, но уже при преемниках Александра — диадохах — замечается постепенный упадок искусства, особенно на монетах Селевкидов и Птолемеев.

## Вес монет
Вес древнегреческих монет был разным, но все они были только долями разных талантов:
- тяжёлого, иногда называемого ассирийским;
- лёгкого, или вавилонского, который составлял половину первого.

Таланты эти проникли в Грецию: тяжелый — морем, из прибрежных финикийских городов, а легкий — сушей. С тяжелого таланта образовались таланты Фоке, Финикии, Птолемаиду, Эгины; из легкого — таланты Персии, Эвбеи, Аттики, Коринфа, Родоса.

## Надписи на монетах
Надписи на древнегреческих монетах традиционно разделяют на главные и второстепенные. На гражданской чеканке главные надписи состоят из названия народа в родительном падеже множественного числа, которому принадлежала монета. Например, AΘ HNAI ΩN — афинян. На царской чеканке помещается имя правителя или имя и титул (в родительном падеже единственного числа, например, ΛΕΞΑΝΔΡΟΥ или ΒΑΣΙΛΕΩΣ ΑΛΕΞΑΝΔΡΟΥ — на монетах Александра Великого.
Второстепенные надписи относятся к второстепенным фигурам, изображенным на монетах. Например, АΘΛА — то есть награда; встречается на сиракузских декадрахмах и одновременно относится к изображенному на монете оружию. Иногда в качестве второстепенных надписей могли выступать имена магистратов или других властных чиновников, а на царских монетах — имена (иногда монограммы) городов и граверов, также даты чеканки. Часто надписи состоят из нескольких начальных букв названий городов, особенно в царской чеканке.

## Распространение
Монеты некоторых государств иногда получали огромную популярность, а вместе с ней и повсеместный спрос. Такими, в частности, были афинские тетрадрахмы в течение V и 1-й половины IV вв. до н. э. Позже спросом пользовались родосские статеры, а из золотых монет — статеры Кизика. После этого, почти два века были в обращении исключительно тетрадрахмы Александра и золотые статеры Филиппа II. Такой усиленный спрос на монеты эмитировавшему их государству доставлял значительную выгоду, что, в свою очередь, заставляло другие государстве подражать ему в выпуске монет.
Такое подражание можно разделить на греческое и варварское. Первое было двух видов: либо копировали только изображение, размещая собственные легенды, либо копировали и надписи, добавляя лишь маленький собственный символ. Подражание это выполнялось чрезвычайно мастерски. Иногда заимствовали какое-то особенно удачное изображение, например голову Афродиты с коринфских монет, Афины — с афинских, Аретусы — из Сиракузского и т. д.
Варварские подражания были гораздо грубее. Зачастую они передавали только приблизительные очертания исходного изображения, совершенно не заботясь о сходстве. Поместив на монете надписи, мастера старались, чтобы те занимали такое же положение на монетном диске, совершенно пренебрегая их содержанием. Переносились лишь некоторые наиболее лёгкие буквы или просто подобие букв.

## Монетные союзы
| Монетный союз                                    | Члены союза                                              | Начало/конец совм. использования | Монеты союзов |
| ------------------------------------------------ | -------------------------------------------------------- | -------------------------------- | --- |
| Союз Кротона и Сибариса Союз Кротона и Пандосии  | Кротон, Сибарис, Пандосия                                | н/д                              | Статер: одна сторона монеты чеканилась по типу первого союзника, другая — второго                                                                               |
| Беотийский союз                                  | Фивы, Галиарт, Орхомен, Танагра, другие города           | VI в. до н. э.                   | Монеты на основе эгинской монетной стопы: лицевая сторона — беотийский щит, оборотная — вдавленный рисунок из четырех крестообразно расположенных треугольников |
| Милетский союз                                   | Милет, Самос, Клазомены, Хиос, другие города Малой Азии  | Первое десятилетие V в. до н. э. | Электовые статеры и гекты (милетская монетная стопа): лицевая сторона — эмблема города, оборотная — вдавленные квадраты                                         |
| Монетный союз Фокеи и Митилены                   | Фокея, Митилена                                          | V в. до н. э.                    | Электовая гекта (фокейская монетная стопа) |
| Делосский союз                                   | Афины, другие города (более 200 членов)                  | Середина V в. до н. э.           | Афинская тетрадрахма («сова»), кизикин |
| Союз малоазийских городов (Антиспартанский союз) | Фивы, Афины, города малоазийского побережья              | После 394 г. до н. э.            | Тридрахма (хиосская монетная стопа) или дидрахма (эгинская монетная стопа) с надписью ΣΥΝ (от др.-греч. συνμαχιχόν νόμισμα — союзная монета)                    |
| Этолийский союз                                  | н/д                                                      | До 322 г. — 189 г. до н. э.      | Аттическая (александровская) тетрадрахма с надписью Αιτωλών, означающей принадлежность союзу                                                                    |
| Ахейский союз                                    | Коринф, другие города (всего 43 города)                  | 279—146 гг. до н. э.             | Коринфский статер, триобол (полудрахма) с монограммой союза (эгинская монетная стопа)                                                                           |
| н/д                                              | Пергам, Эфес, другие города Мисии, Ионии, Лидии и Фригии | I в. до н. э.                    | Кистофор (на ранних выпусках отчеканены буквы BAEY) |
| Союз Афин и Смирны                               | Афины, Смирна                                            | Императорский период             | Союзная монета: Афины представлены фигурой Афины, Смирна — крылатой Немезидой, держащей в руке узду                                                             |